# 아시쿠라치오니 제네랄리궁

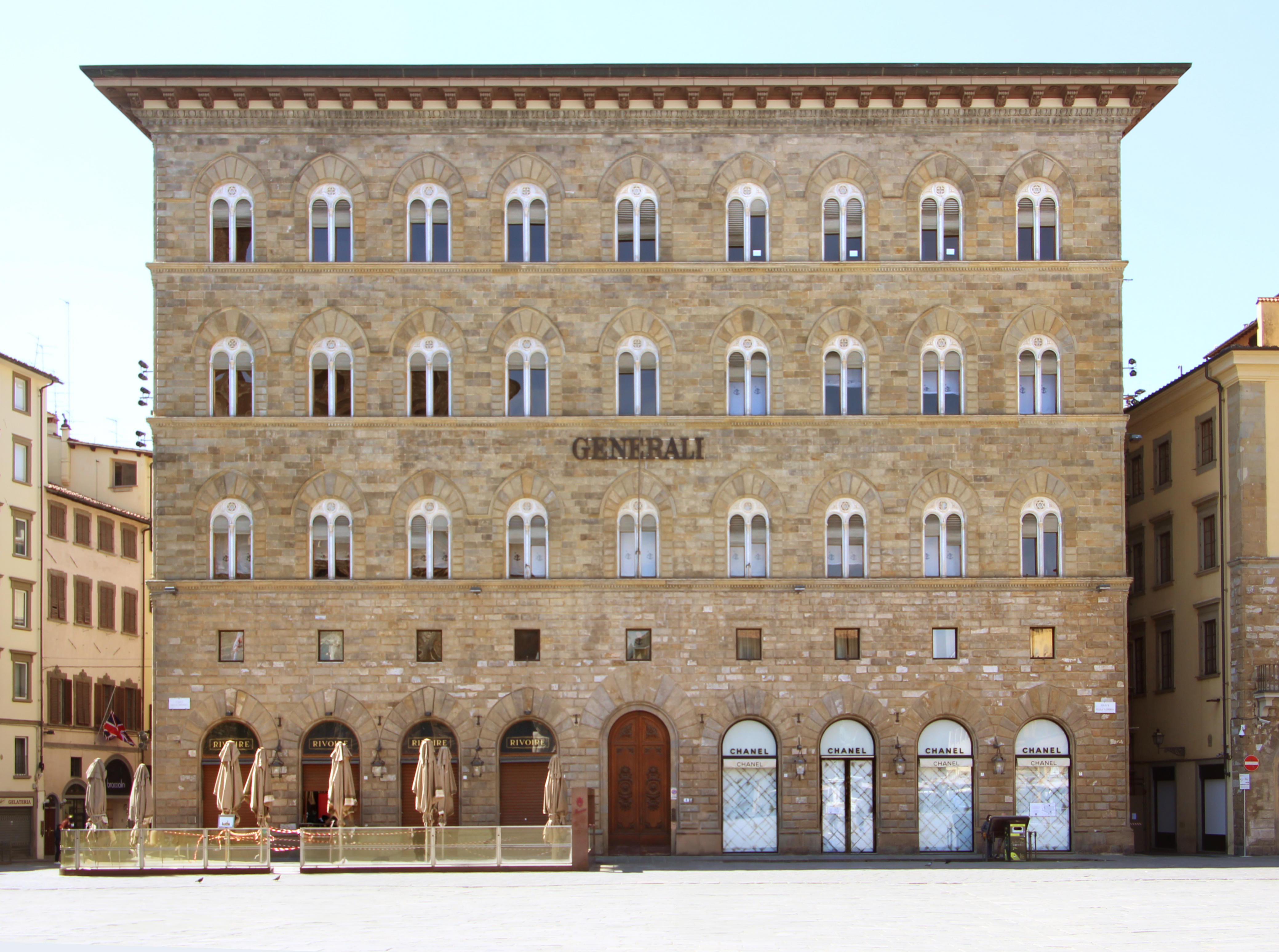
피렌체의 아시쿠라치오니 제네랄리궁

아시쿠라치오니 제네랄리궁(이탈리아어: Palazzo delle Assicurazioni Generali)은 이탈리아 피렌체의 시뇨리아 광장에 있는 건물이다. 원래 펜지 은행 가문을 위해 지어진 펜지궁(Palazzo Fenzi)이었으며, 주세페 마르텔리가 네오 르네상스 양식으로 설계했으며, 펜지 가문을 위한 상층 리셉션 룸에 자리잡고 있었지만, 도시 중심부에 몇 안되는 목적으로 지어진 상업용 건물 중 하나이다.
이곳으은 원래 ‘피산 로자’와 ‘산타 체칠리아 교회’가 차지하고 있었다. 궁전의 건축은 의심할 여지 없이 피렌체의 메디치 리카르디궁의 건축에서 영감을 받았다. 아시쿠라치오니 제네랄리궁는 개인 주택으로 계획되었지만, 1831년 트리에스테에 설립된 제네랄리 보험회사의 지역 본부이다. 다른 이탈리아 도시, 특히 로마와 밀라노에 다른 아시쿠라치오니 제네랄리궁이 있다. 19세기 후반에 아시쿠라치오니제네랄리(일반적으로 ‘제네랄리’로 알려짐)는 이탈리아뿐만 아니라 유럽 전역으로 확장되었다.
아시쿠라치오니제네랄리는 로마에 있는 사무실의 주변을 반영하기 위해 일반적으로 소급 건축 양식을 사용했고, 밀라노에 있는 아시쿠라치오니 제네랄리는 19세기 바로크 양식의 보자르 건축 양식으로 알려진 형식이다.
피렌체의 아시쿠라치오니제네랄리궁은 오늘날 베키오궁으로 알려진 역사적, 건축학적으로 중요한 시뇨리아궁과 함께 광장의 지배권을 놓고 경쟁하는 데 실패했다. 높이와 크기에도 불구하고 아시쿠리치오니 제네랄리궁의 건축물은 주변 건물의 건축물과 조화를 이루며, 광장에서 새로운 난봉꾼으로 보이지 않는다. 그러나 이것은 모두가 공유하는 견해가 아니며, 한 소식통은 은행과 보험 회사가 점유한 시뇨리아 광장의 건물을 “르네상스의 색깔과 활력을 낳은 도시가 아닌 일부 추운 북부 기후에 속하는 것처럼” 보이게 한다. 1층의 일부에는 1872년에 설립된 피렌체의 더 세련되고 역사적인 카페 중 하나인 ‘리부아르’(Rivoire)가 있다.